# Hugo del Vecchio
Hugo Oscar del Vecchio (nacido el 22 de febrero de 1928 en Argentina) fue un jugador argentino de baloncesto. Su club de origen es el Newell's Old Boys de Rosario, donde fue campeón durante doce años consecutivos en la liga local. En 1950 se consagró campeón del mundo con el seleccionado argentino, ingresando en el juego final ante EE.UU y convirtiendo los catorce puntos que hicieron la diferencia. 